# Beatrix Klein
Pour les articles homonymes, voir Klein.
Beatrix Klein-Szalay (née le 19 janvier 1953) est une joueuse de tennis hongroise, professionnelle à la fin des années 1970.
Elle est ensuite devenue professeure de tennis au New Jersey, États-Unis (en particulier à Chatham et Summit), et y a exploité un magasin d'équipements de golf et tennis nommé 'Grand Slam'.

## Palmarès

### Titre en simple dames
Aucun

### Finale en simple dames
Aucune

### Titre en double dames
| No | Date       | Nom et lieu du tournoi                    | Catégorie | Surface      | Partenaire | Finalistes                  | Score    |  |
| -- | ---------- | ----------------------------------------- | --------- | ------------ | ---------- | --------------------------- | -------- |  |
| 1  | 15/07/1974 | Head Cup Austrian Championships Kitzbühel |           | Terre (ext.) | Éva Szabó  | Ana María Arias Iris Riedel | 6-1, 6-4 |  |

### Finale en double dames
Aucune

## Parcours en Grand Chelem

### En simple dames
| Année | Open d'Australie (janvier) | Open d'Australie (janvier) | Internationaux de France | Internationaux de France | Wimbledon | Wimbledon | US Open         | US Open          | Open d'Australie (décembre) | Open d'Australie (décembre) |
| ----- | -------------------------- | -------------------------- | ------------------------ | ------------------------ | --------- | --------- | --------------- | ---------------- | --------------------------- | --------------------------- |
| 1975  | -                          | -                          | 1er tour (1/32)          | Florence Guedy           | -         | -         | -               | -                | n/a                         | n/a                         |
| 1976  | -                          | -                          | 1er tour (1/32)          | Helga Masthoff           | -         | -         | -               | -                | n/a                         | n/a                         |
| 1978  | n/a                        | n/a                        | 1er tour (1/32)          | Sylvie Rual              | -         | -         | -               | -                | -                           | -                           |
| 1981  | n/a                        | n/a                        | -                        | -                        | -         | -         | 1er tour (1/64) | Julie Harrington | -                           | -                           |

À droite du résultat, l’ultime adversaire.

### En double dames
| Année | Open d'Australie (janvier) | Open d'Australie (janvier) | Internationaux de France      | Internationaux de France   | Wimbledon | Wimbledon | US Open                   | US Open                 | Open d'Australie (décembre) | Open d'Australie (décembre) |
| ----- | -------------------------- | -------------------------- | ----------------------------- | -------------------------- | --------- | --------- | ------------------------- | ----------------------- | --------------------------- | --------------------------- |
| 1974  | -                          | -                          | 1er tour (1/16) Katalin Borka | D. Fromholtz Laurie Tenney | -         | -         | -                         | -                       | n/a                         | n/a                         |
| 1976  | -                          | -                          | -                             | -                          | -         | -         | 1er tour (1/32) Éva Szabó | Robin Khan Nancy Weigel | n/a                         | n/a                         |
| 1978  | n/a                        | n/a                        | 2e tour (1/8) Robin Harris    | P. Bostrom Kym Ruddell     | -         | -         | -                         | -                       | -                           | -                           |

Sous le résultat, la partenaire ; à droite, l’ultime équipe adverse.

### En double mixte
| Année | Open d'Australie | Open d'Australie | Internationaux de France   | Internationaux de France   | Wimbledon | Wimbledon | US Open | US Open |
| 1974  | n/a              | n/a              | 2e tour (1/8) Janos Benyik | Rosie Darmon Marcello Lara | -         | -         | -       | -       |

Sous le résultat, le partenaire ; à droite, l’ultime équipe adverse.

## Parcours en Coupe de la Fédération
| #                                                                | Date       | Lieu            | Surface         | Gagnante(s)                | Perdante(s)                | Score          |          |
|                                                                  |            |                 |                 |                            |                            |                |          |
| 1975 - 1er tour (groupe mondial) - Indonésie - Hongrie - 0 : 2   |            |                 |                 |                            |                            |                |          |
| 1                                                                | 05/05/1975 | Aix-en-Provence | Terre (ext.)    | Beatrix Klein              | Lita Sugiarto              | 2-6, 6-3, 11-9 | Parcours |
|                                                                  |            |                 |                 |                            |                            |                |          |
| 1975 - 2e tour (groupe mondial) - France - Hongrie - 2 : 1       |            |                 |                 |                            |                            |                |          |
| 2                                                                | 05/05/1975 | Aix-en-Provence | Terre (ext.)    | Nathalie Fuchs             | Beatrix Klein              | 2-6, 6-3, 6-3  | Parcours |
| 2                                                                | 05/05/1975 | Aix-en-Provence | Terre (ext.)    | Gail Sherriff Rosie Darmon | Beatrix Klein Éva Szabó    | 7-5, 6-2       | Parcours |
|                                                                  |            |                 |                 |                            |                            |                |          |
| 1976 - 1er tour (groupe mondial) - Philippines - Hongrie - 0 : 3 |            |                 |                 |                            |                            |                |          |
| 3                                                                | 22/08/1976 | Philadelphie    | Moquette (int.) | Beatrix Klein              | Gladys Imperial            | 6-0, 6-3       | Parcours |
| 3                                                                | 22/08/1976 | Philadelphie    | Moquette (int.) | Beatrix Klein Éva Szabó    | Gladys Imperial Pia Tamayo | 6-2, 6-0       | Parcours |